# Stanična membrana
Stanična membrana je tanki sloj građen od različitih vrsta molekula koji odvaja unutarstanični dio od vanstaničnog okruženja. Ona je u pravilu poluprospusni lipidni dvosloj izgrađen od bjelančevina i lipida. Tvari se u stanicu i iz stanice propuštaju prema principima osmoze, difuzije i aktivnog prijenosa. Uključena je u procese adhezije stanice, ionske vodljivosti i stanične signalizacije. Okružuje citoplazmu stanice i polazište je nekim strukturama citoskeleta.
Membrane su neophodne i nezaobilazne komponente svih živih organizama. Stanice moraju biti u neposrednom doticaju s okolinom, a tvari selektivno cirkuliraju iz izvanstaničnog u unutarstanični prostor i obrnuto, a to omogućuje stanična membrana. Ona okružuje prokariotske i eukariotske stanice.
Postojanje plazmatske membrane je izrazito važno za opstanak eukariotske stanice jer ona određuje koji će vanjski čimbenici i na koji način djelovati na organizam. Stanična membrana eukariotske stanice je po svojoj strukturi i funkciji slična membrani organela, kao i membrani prokariota. Membrana se sastoji od lipidnog dvosloja «prošaranog» proteinima, a uloga joj je zadržati integritet stanice ili organela, pružiti zaštitu stanici i omogućiti interakciju stanice i okoline u smislu reguliranja prijenos tvari u i iz stanice i komunikacije između stanica što je izrazito važno za mnogostanične organizme.

## Građa stanične membrane

### Model tekućeg mozaika
Znanstvenici Jonathan Singer i Garth Nicolson 1973.godine predložili su model građe biomembrane koji je prihvaćen i danas te je nazvan "model tekućeg mozaika". Prema tom modelu, neki membranski proteini se nalaze na površini, a neki su djelomično ili potpuno uronjeni u fosfolipidni dvosloj. Opisani mozaički raspored proteina u membrani može se mijenjati ovisno o potrebama stanice. Memabrana je do određene mjere tekuća (fluidna) jer nema jakih veza između molekula koje grade membranu, što proteinima u vrijeme obavljanja funkcije omogućuje "klizanje" kroz fosfolipidni dvosloj i promijenu položaja u membrani. Inače, veći relativni udio zasićenih masnih kiselina smanjuje fluidnost membrane čineći ju tako krućom, dok s povećanjem relativnog udjela nezasićenih masnih kiselina membrana postaje više fluidna. Kolesterol služi kao svojevrsni pufer fluidnosti stanične membrane - pri nižim temperaturama povećava njenu fluidnost steričkim ometanjem gustog rasporeda fosfolipida, dok pri povišenim temperaturama snižava fluidnost privlačeći i stabilizirajući ostale lipide. 

### Lipidni dvosloj
Većina lipida u membrani su struktuno asimetrični i imaju polarne i nepolarne krajeve (amfipatski lipidi). Kao i sve biološke membrane plazma membrana sadrži fosfolipide, druge lipide, te proteine i organizirana je u dva sloja. Svaka fosfolipidna molekula sadrži dva hidrofobna „repa“ i hidrofilnu „glavu“. Fosfolipidne molekule orijentiraju se u dva sloja membrane tako da su repovi svake molekule gledaju prema unutra, zapravo prema nasuprotnom sloju lipida. Hidrofilne glave svake molekule nalaze se s vanjske strane membrane, prema unutrašnjosti stanice ili prema vanjskoj strani stanice. Rezultirajući lipidni dvosloj osnovna je strukturalna jedinica svih membrana i služi kao nepropusna barijera za većinu u vodi topivih supstanci.

### Polarnost membrane
Membrana ima fosfolipidni dvosloj. Fosfolipidi imaju polarni (hidrofilni) i nepolarni (hidrofobni) dio. Polarni su dijelovi okrenuti prema stanici i okolišu, dok su nepolarni okrenuti jedan prema drugome. Takve molekule, koje imaju polarni i nepolarni dio, nazivaju se amfipatske molekule.

### Lipidi
Sama membrana se sastoji od lipida i proteina (fosfolipidni dvosloj). 
Bakterijska membrana obično ne posjeduje sterole kao što je kolesterola u eukariotskih stanica. Međutim mnoge bakterijske membrane sadrže spojeve srodne kolesterolu (hapanoidi). Ti spojevi u svojoj osnovu imaju petočlani prsten, a glavna uloga im je u stabilizaciji membrane. Stanična membrana je vrlo tanka, široka 5 do 10 nanometara i moguće ju je vidjeti samo pomoću elektronskog mikroskopa.

### Proteini
Bakterijska stanična membrana sadrži veći broj proteina od eukariotskih stanica zbog toga što ti proteini obavljaju određenu funkciju u prokariotima, dok su kod eukariota za to zaslužne organele. 
Membrana se sastoji od dvije vrste proteina, perifernih i integralnih proteina. Periferni proteini su povezani slabim vezama za površinu membrane i lako ih je odstraniti. Topljivi su u vodi i čine od 20 do 30 % svih proteina membrane. Intergalni proteini čine 70 do 80 % membrane. Oni se nalaze duboko u membranu, teško ih je odstraniti i nisu topljivi u vodi. Integralni proteini su amfipatski kao lipidi. Hidrofobni dijelovi proteina su između dva sloja, dok su hidrofilni dijelovi u kontaktu s okolinom i vodom.

## Funkcija stanične membrane
Glavna uloga stanične membrane je zaštita od vanjskih utjecaja i oštećenja, te prijenos tvari kroz nju iz okoline u stanicu.
Biološke membrane imaju pet srodnih, ali različitih uloga:
1. Definiraju granice stanice.
2. Služe kao mjesta odvijanja specifičnih funkcija.
3. Posjeduju transportne proteine koji omogućavaju i reguliraju kretanje supstanci unutar i van stanice, te između njenih pregrada.
4. Sadrže receptore potrebne za uočavanje vanjskih signala.
5. Osiguravaju mehanizme za međustaničnu komunikaciju.

### Propusnost
Plazmatska membrana je selektivni propusna za ione. Neke ione propušta brže, neke sporije, a neke ne propušta. Hidrofilne tvari prolaze kroz hidrofilna područja, a lipofilne tvari prolaze kroz lipofilni dvosloj. Neke tvari prenose se aktivnim transportom, neke pasivnim. Za aktivni transport su potrebni nosači (proteini) i energija u obliku ATP-a. Pasivni transport čine difuzije i olakšana difuzija. 
Tvari teku od područja veće koncentracije ka manjoj kod difuzija, a obratno teče aktivni transport. 
PASIVNI NAČINI MEMBRANSKOG PRIJENOSA 
Pasivni načini membranskog prijenosa su difuzija i filtracija. 
JEDNOSTAVNA difuzija se događa kada postoji razlika u koncentracij, molekule se nasumičnim kretanjem ravnomjerno rasporede u okolini odnosno kreću se iz područja veće u područja manje koncentracije, a odnosi se na benzen, male polarne molekule, male polarne i nenabijene molekule ( voda i etanol ), kisik, ugljični dioksid. 
OLAKŠANA difuzija označava prijenos molekula koje se ne mogu otopiti u mastima ili su prevelike pa se udružuju s bjelančevinastim nosačima. 
FILTRACIJA se odvija s obzirom na hidrostatski tlak i nije selektivna. 
OSMOZA je difuzija otapala odnosno vode iz područja veće u područje manje konc. vode.  
AKTIVNI TRANSPORTI 
Troši se atp i sudjeluju proteinski nosači, prenose se aminokiseline i ugljikohidrati. 